# Alcis dorcadina
Alcis dorcadina är en fjärilsart som beskrevs av Eugen Wehrli 1943. Alcis dorcadina ingår i släktet Alcis och familjen mätare. Inga underarter finns listade i Catalogue of Life.